# Ilex patens
Ilex patens es una especie de planta de la familia Aquifoliaceae. Es endémica de Malasia peninsular. Está amenazada por la pérdida de hábitat.